# Mokhtar Dahari
Mokhtar Dahari (13 de novembre de 1953 - 11 de juliol de 1991) va ser un futbolista malai de Setapak, Selangor (actual Kuala Lumpur). Era conegut com el millor futbolista de Malàisia en la dècada del 1970. Durant els 70, Mokhtar va jugar per Malàisia principalment com a davanter, i amb la seva ajuda, l'equip es va convertir en un dels millors equips d'Àsia i va aconseguir derrotar a gegants asiàtics com Corea del Sud i Japó. Era conegut com a "Super Mokh" per les seves habilitats de joc, la seva força i la seva capacitat per marcar molts gols increïbles al llarg de la seva carrera. Un dels seus moments famosos va ser quan va encaixar la mà de Diego Maradona abans d'un partit amistós entre Selangor FA contra Boca Juniors. Encara que no és reconegut internacionalment, Mokhtar va marcar 175 gols per Selangor i 20 gols en 13 aparicions en el Kwong Yik Bank.
Mokhtar, juntament amb Soh Chin Aun i Datuk Arumugam Rengasamy, són considerats els màxims exponents del futbol malai.

## Carrera
Mokhtar va jugar per primera vegada per Selangor en la Copa Burnley, que van guanyar. Més tard se li va demanar que jugués en el club amb regularitat, on es va convertir en el màxim golejador en la seva primera temporada. Va ajudar el club a guanyar molts tornejos, principalment la Copa de Malàisia, deixant un total de 10 títols i marcant 175 gols. Més tard, va ser seleccionat per jugar en l'equip nacional de Malàisia. Tenia només 19 anys quan va jugar per primera vegada per a la selecció nacional en un joc internacional. El seu primer partit va ser contra la selecció nacional de futbol de Sri Lanka en 1972. Va ajudar Malàisia a guanyar el bronze en els Jocs Asiàtics de 1974 i dues medalles d'or en els Jocs del Sud-est Asiàtic de 1977 i 1979 respectivament. Fins i tot va marcar dos gols en dos partits guanyats en la lliga de Malàisia XI contra l'Arsenal FC en un joc amistós en 1975 que va provocar rumors sobre l'interès dels millors clubs anglesos en ell. Després del joc, va rebre una oferta d'un dels gegants europeus, el Reial Madrid, però es va negar a unir-se a causa del seu patriotisme amb el seu país i en el club natiu de Selangor. El seu joc es caracteritzava per la seva velocitat i precisió, Mokhtar va ser nomenat el millor davanter asiàtic per la revista World Star Soccer quan tenia 23 anys.
Mokhtar era famós per la seva velocitat i els rugits de "Supermokh" entre la multitud eren habituals amb moltes de les generacions més joves que l'havien idolatrat i alguns havien tractat d'imitar els seus moviments en el camp. Mokhtar va marcar un gol per a Malàisia des de la meitat del camp, va derrotar Joe Corrigan en un empat a 1 contra l'Anglaterra B en 1978, regatejant a la meitat de l'equip contrari entrenat per Bobby Robson.

## Clubs
| Club           | País     | Any         | Partits | Gols |
| -------------- | -------- | ----------- | ------- | ---- |
| Selangor FA    | Malàisia | 1972 - 1987 | 375     | 177  |
| Kwong Yik Bank | Malàisia | 1988 - 1990 | 13      | 20   |

## Palmarès
| Títol                   | Club        | País     | Any  |
| ----------------------- | ----------- | -------- | ---- |
| Copa de Malàisia        | Selangor FA | Malàisia | 1972 |
| Copa de Malàisia        | Selangor FA | Malàisia | 1973 |
| Copa de Malàisia        | Selangor FA | Malàisia | 1975 |
| Copa de Malàisia        | Selangor FA | Malàisia | 1976 |
| Copa de Malàisia        | Selangor FA | Malàisia | 1978 |
| Copa de Malàisia        | Selangor FA | Malàisia | 1979 |
| Copa de Malàisia        | Selangor FA | Malàisia | 1981 |
| Copa de Malàisia        | Selangor FA | Malàisia | 1982 |
| Copa de Malàisia        | Selangor FA | Malàisia | 1984 |
| Superliga de Malàisia   | Selangor FA | Malàisia | 1984 |
| Malàisia Charity Shield | Selangor FA | Malàisia | 1985 |
| Copa de Malàisia        | Selangor FA | Malàisia | 1986 |
| Malàisia Charity Shield | Selangor FA | Malàisia | 1987 |

### Altres títols
- Jocs asiàtics Medalla de bronze: 1974
- Premi nacional de l'esportista 1976
- Premi del segle AFC 1999
- Futbol mundial : el millor davanter asiàtic 1975

## Mort
A Mokhtar li van diagnosticar problemes de gola i el van enviar a l'hospital per investigar el problema. El metge va confirmar que tenia una malaltia de la neurona motora (MND). Els metges van explicar la situació només a Mokhtar i la seva esposa, Tengku Tsarina. Mohktar va ser a Londres, Anglaterra amb la seva esposa en un intent de guarir la seva malaltia.
Després de 3 anys de lluita amb aquesta malaltia, Mokhtar va morir al Centre Mèdic Subang Jaya (SJMC) l'11 de juliol de 1991 als 37 anys. L'informe mèdic deia que Mokhtar sofria d'esclerosi lateral amiotròfica, i el seu cos va ser enterrat en el cementiri musulmà de Taman Keramat Permai a Taman Keramat, Ampang, Selangor.